# NGC 3160
NGC 3160 (również PGC 29830 lub UGC 5513) – galaktyka spiralna (S?), znajdująca się w gwiazdozbiorze Małego Lwa. Odkrył ją 27 marca 1854 roku R.J. Mitchell – asystent Williama Parsonsa. Należy do galaktyk Seyferta.
W galaktyce tej zaobserwowano supernową SN 1997C.